# Urso-cinza-mexicano
Urso-pardo-mexicano(Ursus arctos nelsoni) é uma subespécie extinta de urso-marrom nativa do México.
O holótipo foi filmado por HA Cluff em Colonia Garcia, Chihuahua , em 1899.  O extinto urso pardo da Califórnia estendeu-se ligeiramente para o sul na Baja California . Os ursos de Durango , Chihuahua , Sonora e centro do México eram provavelmente mais aparentados com os ursos do Arizona, Novo México e Texas do que com os da Califórnia.

## Descrição
Conhecido na língua Opatas como pissini,  o urso pardo era um dos maiores e mais pesados mamíferos do México. Ele atingiu um comprimento de até 1,82 m (6 pés 0 pol.) E um peso médio de 318 quilogramas (701 lb).  Devido a sua pele prata, que muitas vezes era chamado em espanhol como el oso plateado (o urso prateado).  O urso mexicano era menor do que os grizzlies dos Estados Unidos e Canadá. A cor geral era amarelo leucocitário pálido variando ao branco-acinzentado, grisalho da cor mais escura da sub-pelagem. Os espécimes com pelagem desgastada variaram para marrom-amarelado e avermelhado. Os pêlos mais longos ficavam na garganta e nos flancos. A barriga tinha poucos pêlos, faltando a espessa camada de peles nas costas e nos flancos.

## Distribuição e habitat
O urso habitou os territórios do norte do México, em particular as pastagens temperadas e as florestas montanhosas de pinheiros. Seu alcance anterior abrangia toda a Aridoamérica, do Arizona ao Novo-México , Texas e México. Parece improvável que os ursos hibernassem, embora possam ter passado algum tempo em tocas de inverno.

## Biologia
Como todos os ursos-pardos , os ursos- pardos mexicanos eram onívoros. Sua dieta consistia principalmente de plantas, frutas e insetos, e é relatado que gostava muito de formigas, como a maioria dos ursos-pardos. Ocasionalmente, ele também se alimentava de pequenos mamíferos e carniça. As fêmeas produziram de um a três filhotes a cada três anos ou mais.

## Extinção
Os primeiros europeus a entrarem em contato com o urso pardo mexicano foram os conquistadores no século 16, quando Francisco Vásquez de Coronado partiu em uma expedição para encontrar as Sete Cidades de Ouro . Sua expedição começou na Cidade do México em 1540 e foi para o norte, para o Novo México e as planícies de Buffalo, nos atuais estados americanos do Texas e Kansas. Como os ursos caçavam o gado de vez em quando, eles eram considerados pragas pelos fazendeiros. Grizzlies foram capturados, baleados e envenenados, e já haviam se tornado raros na década de 1930. Sua extensão anterior diminuiu para as três montanhas isoladas Cerro Campana, Cerro Santa Clara e Sierra del Nido, 80 km (50 milhas) ao norte de Chihuahua, no Estado de Chihuahua . Em 1960, restavam apenas 30 deles. Apesar de seu status protegido, a caça continuou. Em 1964, o urso mexicano foi considerado extinto. Após rumores de alguns sobreviventes em um rancho nas cabeceiras do Rio Yaqui, no estado de Sonora, em 1968, o biólogo americano Dr. Carl B. Kofordfez uma pesquisa de três meses, mas sem sucesso. Um urso pardo foi baleado em 1976 em Sonora, o quarto confirmado em Sonora e o primeiro em muitas décadas. Presume-se que o urso pardo mexicano esteja extinto, ou talvez apenas extirpado.